# Justo del Carril
Justo Ricardo Benigno del Carril Aldao (ur. 13 grudnia 1923 w Paryżu, zm. 10 lutego 2008 w Buenos Aires) – argentyński narciarz alpejski i bobsleista, olimpijczyk.

## Życiorys
Wystąpił w dwóch dyscyplinach sportowych na zimowych igrzyskach olimpijskich w 1948 w Sankt Moritz: w narciarstwie alpejskim (w zjeździe) i w bobslejach (w czwórkach). W zjeździe zajął 63. miejsce z czasem 3:46,2, a w bobslejowych czwórkach 12, miejsce (razem z nim osadę tworzyli: Héctor Tomasi, Marcelo de Ridder i Salvador Correa).